# Гранфельт
Гранфельт (фин. Granfelt) —  финляндский дворянский род. 
Родоначальник их, Габриель Берндсон, был в XVI в. начальником Абоского замка.